# Synagoga w Człuchowie
Synagoga w Człuchowie – niezachowana synagoga znajdująca się w Człuchowie przy Placu Wolności (dawniej Neumarkt).
Pierwsza synagoga w Człuchowie powstała w 1570 roku. W drugiej połowie XIX w. gmina zleciła budowę nowej synagogi. W czasie Nocy Kryształowej z 9 na 10 listopada 1938 roku została spalona. Po wojnie na terenie gdzie znajdowała się synagoga powstał dworzec PKS, zburzony w 2013 roku, później w tym miejscu powstała galeria handlowa.